# Czernina (Góra)

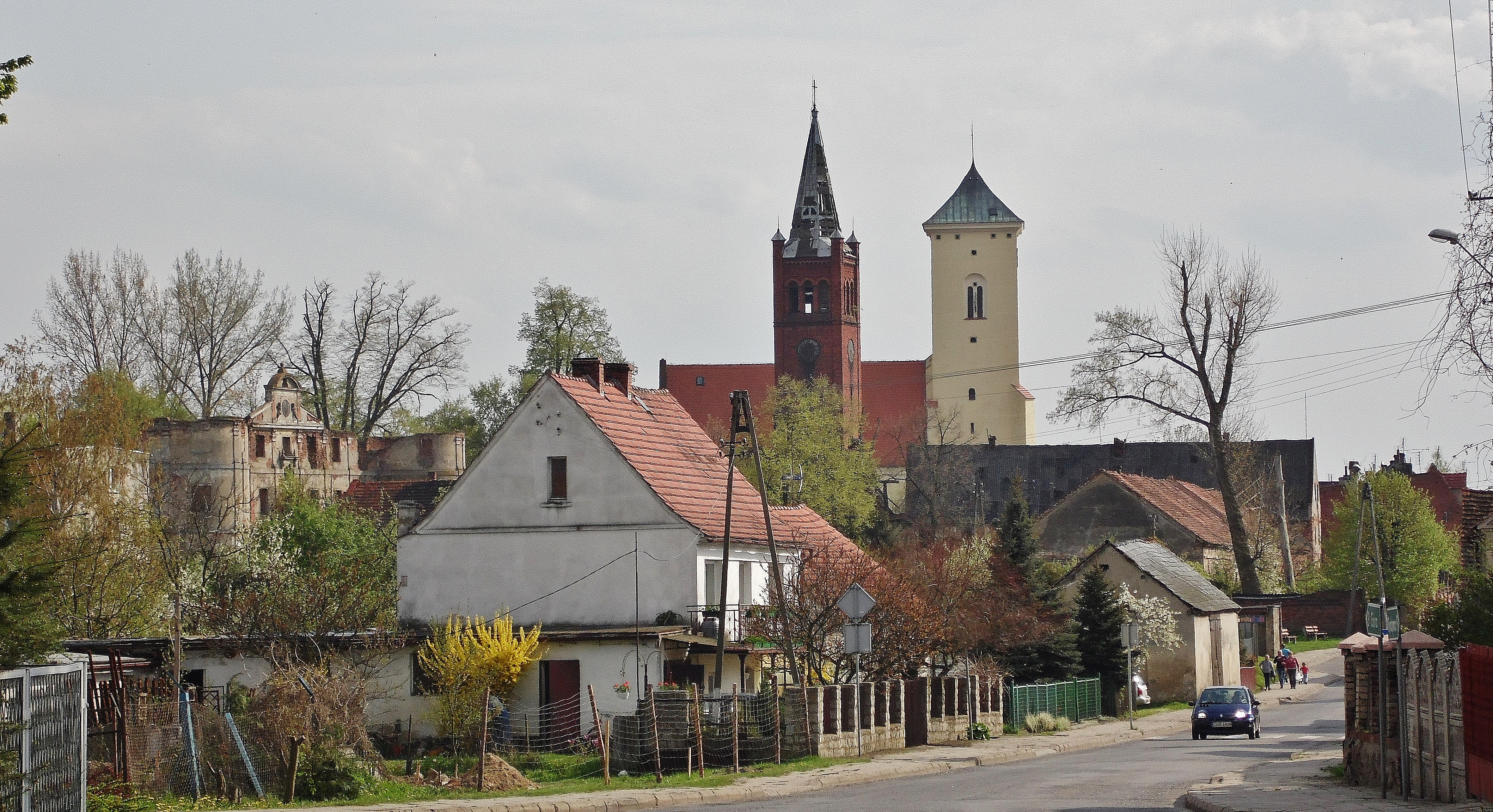
Ortszentrum

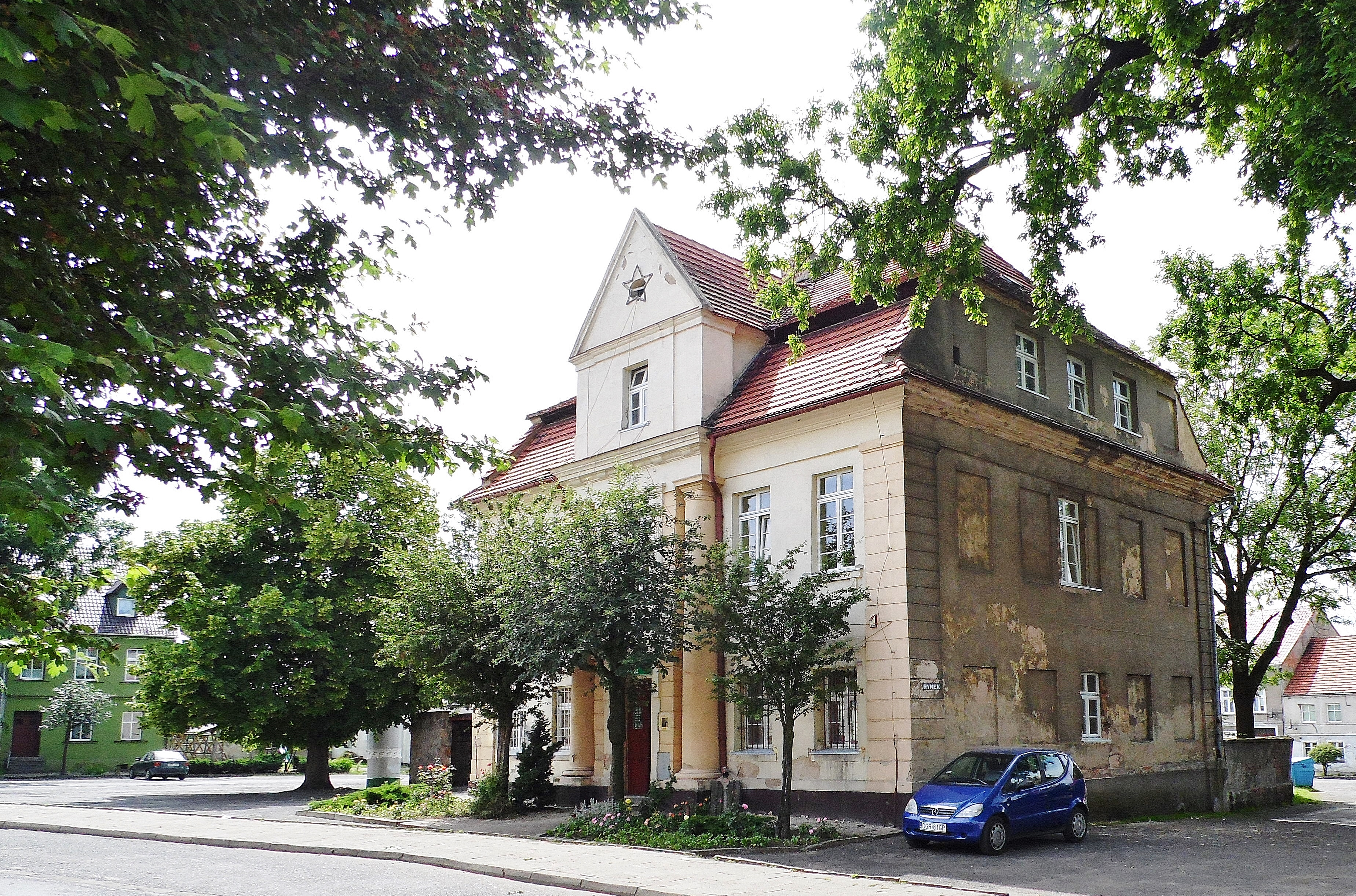
Rathaus

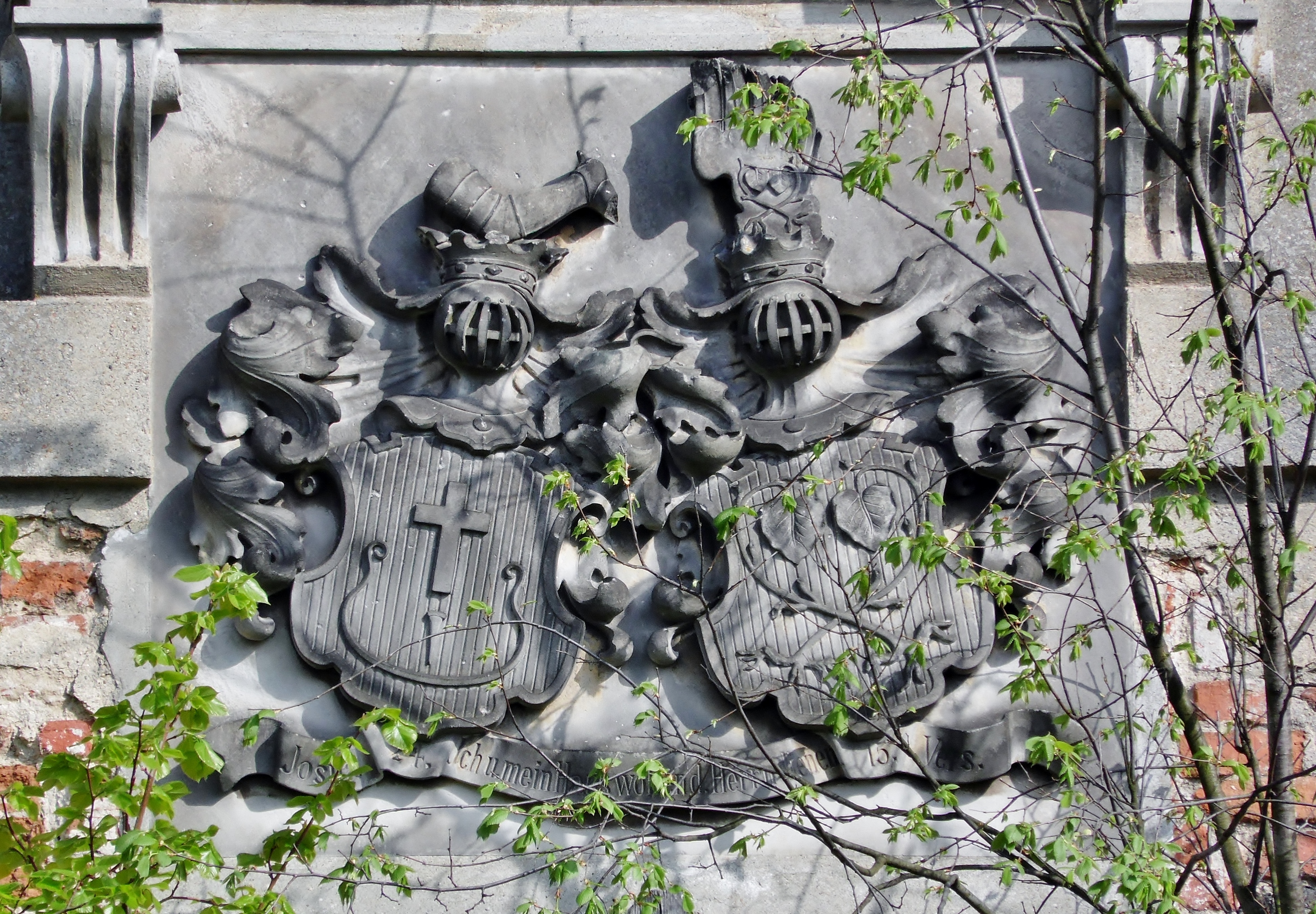
Kartusche am Schloss Ober-Tschirnau

Czernina (deutsch Tschirnau, 1937–1945: Lesten) ist ein Dorf in der Stadt- und Landgemeinde Góra (Guhrau) im Powiat Górowski der Woiwodschaft Niederschlesien in Polen. Bis zum 17. Jahrhundert wurde es als Groß Tschirn und danach bis ins 19. Jahrhundert als Groß Tschirnau bezeichnet.

## Geographische Lage
Tschernina liegt etwa neun Kilometer nordöstlich der Stadt Góra (Guhrau). In direkter Nachbarschaft befinden sich die Dörfer Czernina Dolna (Nieder Tschirnau, 1937–1945: Nieder Lesten) im Westen und Czernina Górna (Ober Tschirnau, 1937–1945: Ober Lesten) im Osten.

## Geschichte
Das Waldhufendorf „Czirnina“ wurde 1284 erstmals urkundlich erwähnt. Um die Wende vom 13. zum 14. Jahrhundert wurde es deutschrechtlich umgesetzt. Die Pfarrkirche St. Laurentius ist für das Jahr 1376 belegt. Tschirnau lag nahe der Grenze zu Großpolen und gehörte zum piastischen Herzogtum Glogau, mit dem es nach dem Tod des böhmischen Königs Matthias Corvinus 1490 als erledigtes Lehen durch Heimfall an die Krone Böhmen fiel. 1492 wurde es vom Burggrafen Heinrich von Dohna erworben, der 1515 vom König Vladislav II. eine Erlaubnis zur Stadtgründung erhielt, die er jedoch nicht verwirklichen konnte, weil er vorher verstarb. 1538 wurde der Besitz von den Brüdern Alexander und Balthasar (I.) von Stosch erworben, die sich vom böhmischen Landesherrn Ferdinand I. das 1515 erteilte Privileg der Stadtgründung bestätigen ließen.
Balthasar (II.) von Stosch legte 1584 zwischen Ober- und Nieder-Tschirnau eine Stadtsiedlung mit gitterförmigem Straßennetz und einem Ring an. Sie wurde durch einen Wall und einen Graben geschützt, der Zugang in die Stadt erfolgte durch vier Tore. Von wirtschaftlicher Bedeutung waren neben Handwerkern und Bauern, vor allem Tuchmacher. Im Dreißigjährigen Krieg erlitt die Stadt durch militärische Einfälle und andere Bedrückungen schwere Schäden. Teile der Bevölkerung flohen nach Großpolen. 1656 gründeten aus Lissa eingewanderte Anhänger der Brüdergemeine in Tschirnau eine Niederlassung. 1713 gelangte Tschirnau an Melchior von Lestwitz, der mit der letzten Vertreterin der Familie von Stosch verheiratet war.
Nach dem Ersten Schlesischen Krieg 1742 fiel Tschirnau mit dem größten Teil Schlesiens an Preußen und wurde nachfolgend in den Kreis Guhrau eingegliedert. Für die mehrheitlich evangelischen Bewohner wurde eine Fachwerkkirche errichtet. Karl Rudolf von Lestwitz, der 1803 verstarb und der letzte seines Stammes war, bestimmte seinen Besitz als Stiftung für ein adliges Fräuleinstift. Es wurde 1815 im Schloss Tschirnau, das an der Grenze zwischen Ober-Tschirnau und der Stadt Tschirnau lag, eröffnet. Nach dem Ersten Weltkrieg 1918 verschlechterte sich die wirtschaftliche Lage durch die nahe Grenze zu Polen, wodurch auch die Einwohnerzahl abnahm. 1937 wurde die Stadt Tschirnau nach der ehemaligen Besitzerfamilie von Lestwitz in Lesten umbenannt.
Als Folge des Zweiten Weltkriegs fiel Tschirnau mit dem größten Teil Schlesiens 1945 an Polen. Es wurde nun in „Czernina“ umbenannt und verlor zugleich das Stadtrecht. Soweit die Bewohner vor Kriegsende nicht geflohen waren, wurden sie größtenteils von der örtlichen polnischen Verwaltungsbehörde vertrieben. Die neu angesiedelten Bewohner stammten teilweise aus Ostpolen, das an die Sowjetunion gefallen war.

## Sehenswürdigkeiten
- Die 1376 erwähnte Pfarrkirche St. Laurentius östlich des Rings wurde im 15. Jahrhundert neu errichtet. Während der Reformation diente sie ab 1568 als evangelisches Gotteshaus. 1654 musste sie wieder den Katholiken übergeben werden. In der Kirche befinden sich mehrere Epitaphe, Grabsteine und Inschriftentafeln für Angehörige des Adelsgeschlechts Stosch.[1]
- Katholische Begräbniskapelle, errichtet im 17. Jahrhundert
- Ruine der evangelischen Kirche, errichtet 1742/43, im Zweiten Weltkrieg bis auf den Kirchturm zerstört.
- Rathaus, errichtet 1799/1800, anstelle des 1769 niedergebrannten Vorgängerbaus
- Ruine des Schlosses Ober-Tschirnau, erste Erwähnung 1626, zwischen 1815 und 1945 war das Schloss Sitz eines Frauenstifts, im Zweiten Weltkrieg ausgebrannt.

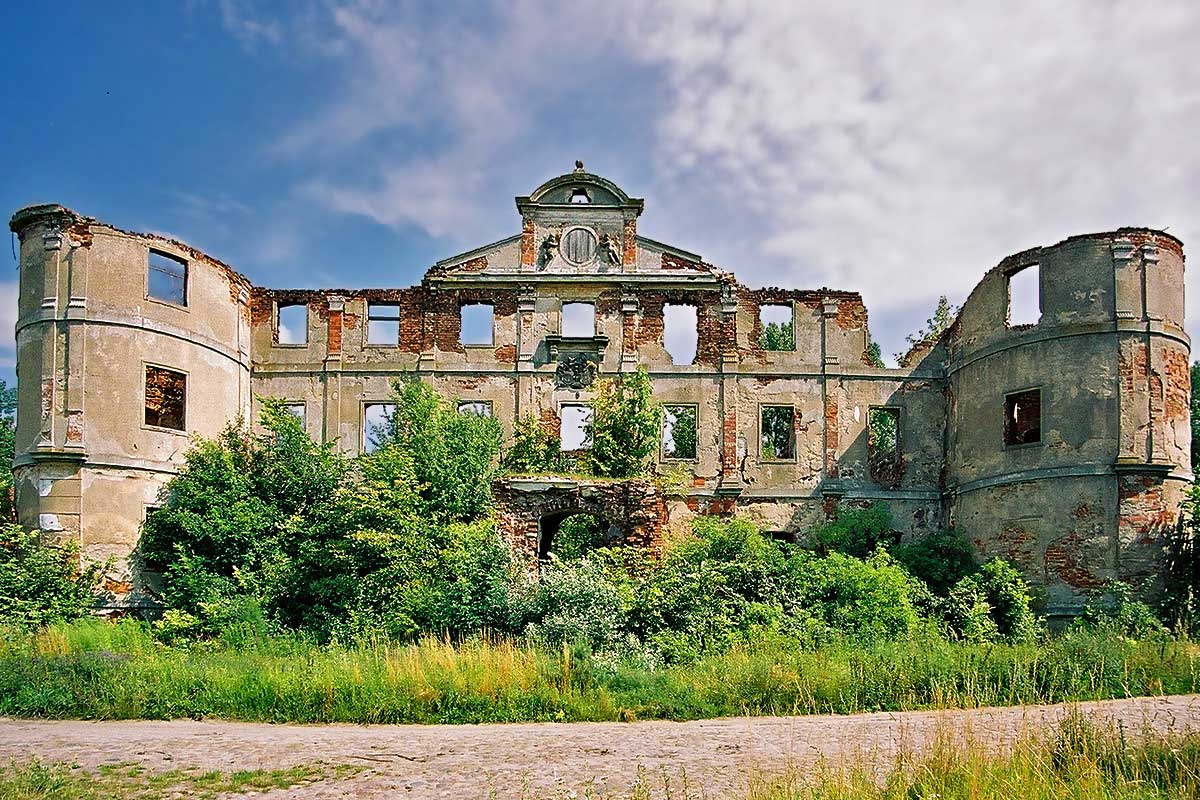
Ruine Schloss Tschirnau (2004)
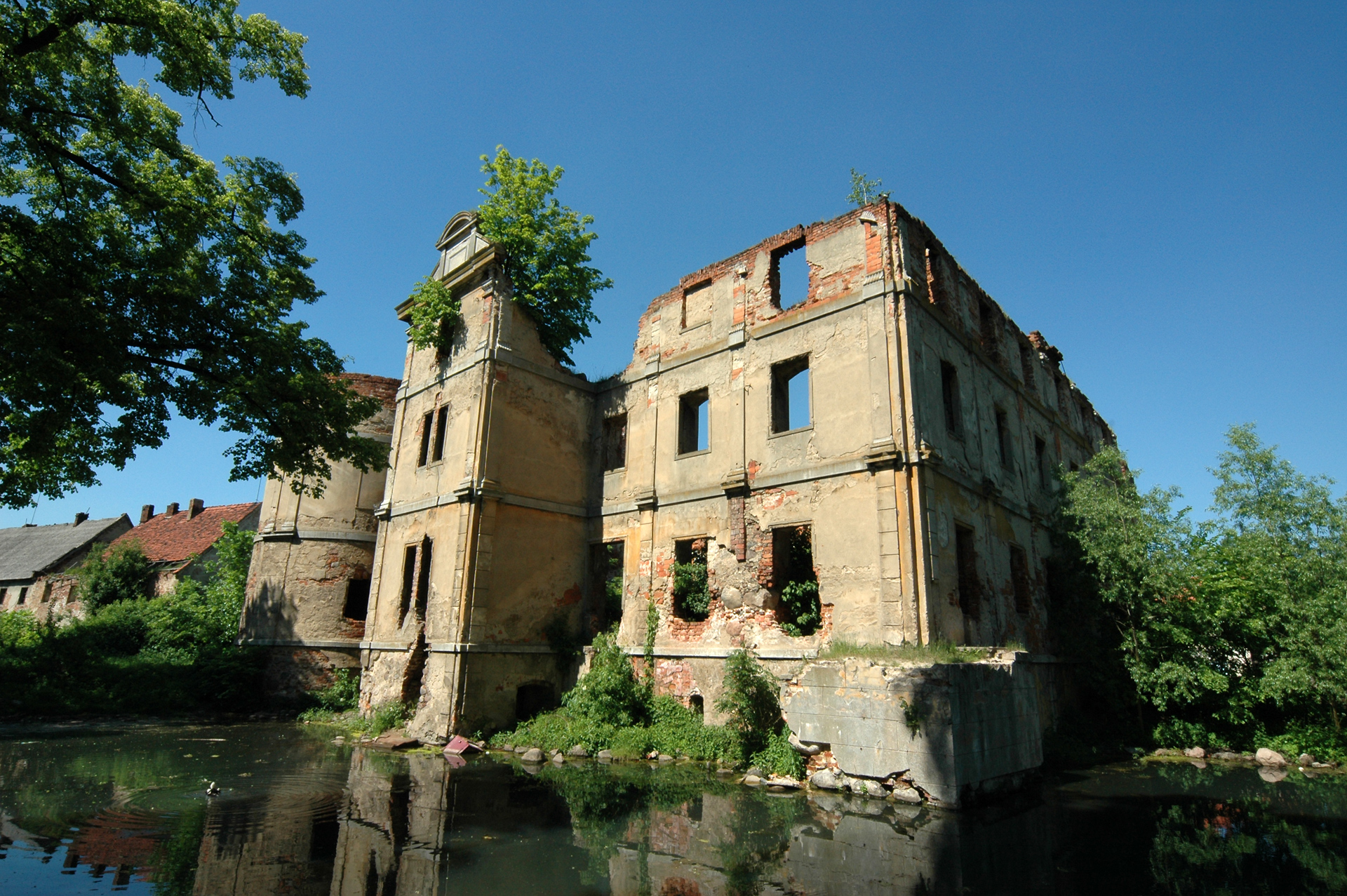
Ruine Schloss Tschirnau (2005)
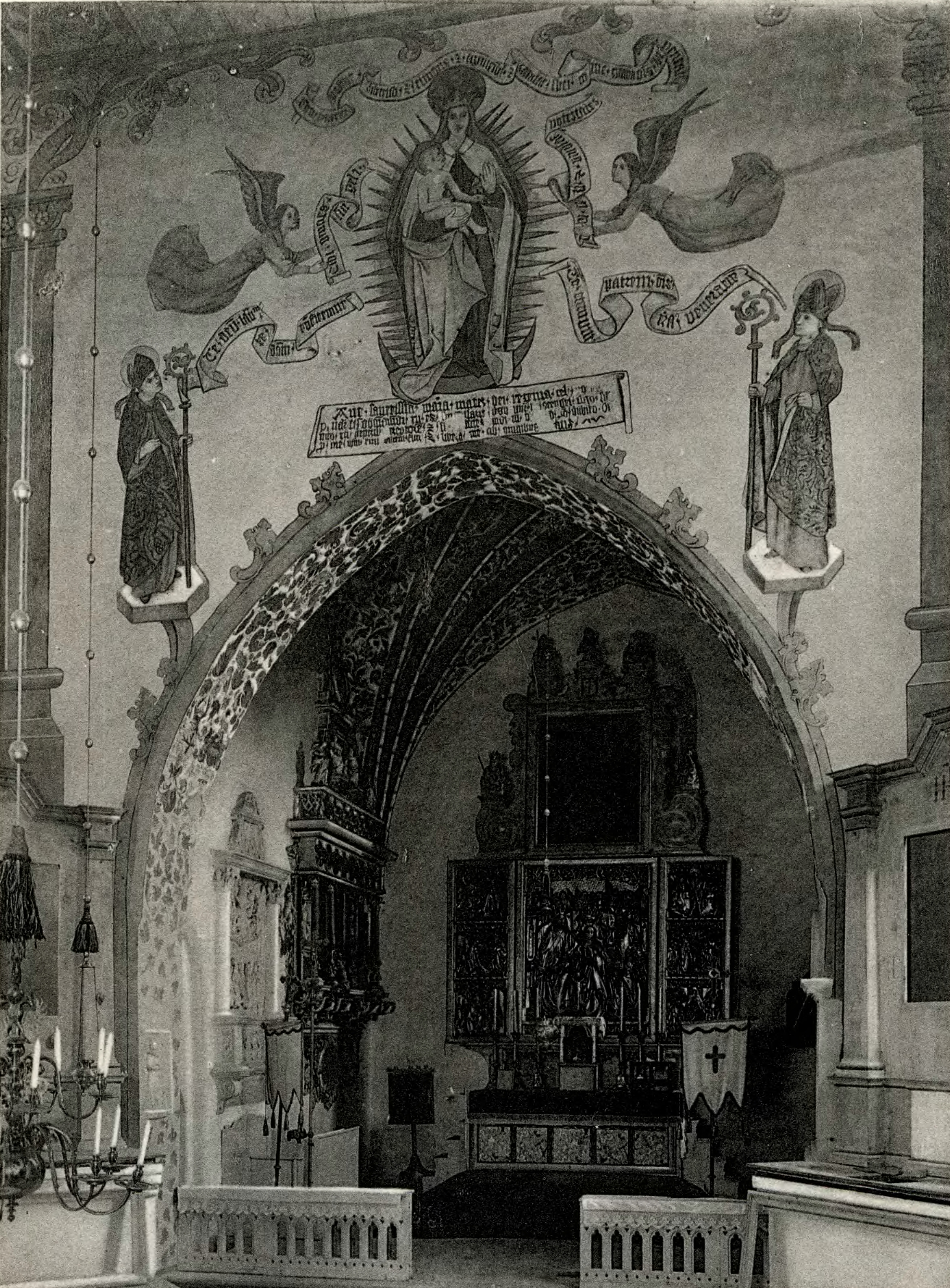
Chor und Ostwand der katholischen Pfarrkirche St. Laurentius (ca. 1912)

### Bevölkerungsentwicklung bis 1945
| Jahr | Einwohner | Anmerkungen                                                   |
| ---- | --------- | ------------------------------------------------------------- |
| 1803 | 802       | [ 2 ]                                                         |
| 1810 | 880       | [ 2 ]                                                         |
| 1816 | 895       | davon 806 Evangelische, 80 Katholiken und neun Juden          |
| 1821 | 764       | [ 2 ]                                                         |
| 1825 | 635       | (in 110 Wohnhäusern) davon 23 Katholiken                      |
| 1840 | 798       | (in 103 Wohnhäusern) davon 722 Evangelische und 76 Katholiken |
| 1905 | 686       | meist Evangelische                                            |
| 1925 | 672       | [ 6 ]                                                         |
| 1933 | 749       | [ 6 ]                                                         |
| 1939 | 840       | [ 6 ]                                                         |